# Eucereon strix
Eucereon strix är en fjärilsart som beskrevs av Rothschild 1912. Eucereon strix ingår i släktet Eucereon och familjen björnspinnare. Inga underarter finns listade i Catalogue of Life.